# Microstella pluvioriens
Microstella pluvioriens är en svampart som beskrevs av K. Ando & Tubaki 1984. Microstella pluvioriens ingår i släktet Microstella, divisionen basidiesvampar och riket svampar.   Inga underarter finns listade i Catalogue of Life.